# Ademir de Menezes
Ademir Marques de Menezes (* 8. November 1922 in Recife; † 11. Mai 1996 in Rio de Janeiro), oft nur Ademir genannt, war ein brasilianischer Fußballspieler. Er gilt als einer der besten Stürmer seiner Zeit.
Ademir, der wegen seines markanten Unterbisses den Spitznamen Queixada (zu Deutsch Holzkinn) trug, zeichnete sich durch seine Antrittsschnelligkeit in Verbindung mit überraschenden Tempowechseln, sowie flinke Körpertäuschungen und eine exzellente Ballbeherrschung aus. Außerdem war er ein kunstvoller Effetschütze und wurde Torschützenkönig der WM 1950.

## Jugend
Geboren wurde Ademir am 8. November 1922 in Vila de Bico do Motocolombo in Recife im Bundesstaat Pernambuco. Seine ersten Schritte im Fußball machte er bei Sport Recife, wo sein Vater Antonio Rodrigues Menezes als Präsident fungierte.

## Die Vereinskarriere
Der brasilianische Mittelstürmer Ademir begann seine Karriere bei Sport Recife, wo er bis zur Saison 1942 spielte. Von 1942 bis 1945 zeigte er beim CR Vasco da Gama sein Können, wechselte 1946/47 zu Fluminense Rio de Janeiro, um dann wieder zu Vasco da Gama zurückzukehren. 1956 beendete er seine aktive Laufbahn nach 497 Spielen, in denen er 396 Tore erzielte.

## Der Nationalspieler
Mit 18 wurde Ademir erstmals in die Nationalelf berufen. Ademir wurde zu einem der Stars der Fußball-Weltmeisterschaft 1950 in Brasilien. Am 24. Juni erzielte er zwei Tore gegen Mexiko (4:0), gegen Jugoslawien (2:0) erzielte er nach gerade einmal vier gespielten Minuten den Führungstreffer. Richtig in Fahrt kam der Gruppenerste Brasilien dann aber erst im ersten Spiel der Finalrunde. Vor 160.000 Zuschauern im Maracanã wurde der amtierende Olympiasieger Schweden am 9. Juli mit 7:1 abgefertigt. In diesem Spiel machte Ademir vier Tore. Vier Tage später beim 6:1 gegen Spanien erzielte Ademir wieder zwei Tore. Damit schraubte er seine Ausbeute auf neun Tore und wurde so Torschützenkönig dieser WM. Diese Tore reichten jedoch nicht für den Weltmeistertitel. Das entscheidende Spiel – das sogenannte Maracanaço – verlor Brasilien gegen Uruguay mit 1:2. Eine Niederlage, die das ganze Land in Trauer versetzte. Bezeichnenderweise war das entscheidende Spiel das einzige, bei dem Ademir kein Treffer gelang. Auf das verlorene Entscheidungsspiel reagierte Brasilien hysterisch: Das weiße Trikot der Seleção wurde nie wieder benutzt, zwei Jahre fand kein Länderspiel statt und fast der ganze Kader wurde ersetzt. Bei der WM 1954 waren nur noch 4 ehemalige WM-Teilnehmer vertreten. Ademir selbst war 1954 auch nicht mehr dabei.
- Debüt: 21. Januar 1945 gegen Kolumbien (3:0) in Santiago de Chile
- Abschied: 15. März 1953 gegen Uruguay (1:0) in Lima

- WM: 6 Spiele - 9 Tore
- Statistik: 38 Länderspiele - 31 Tore oder 39 Länderspiele / 32 Tore

## Tätigkeiten nach der Fußballkarriere
Nach seiner Karriere als Fußballspieler, war er als beliebter Fußballreporter im brasilianischen TV und Radio, als Zeitungskorrespondent („O Dia“, „A Noticia“), als Fußballtrainer (Vasco da Gama und Fluminense), sowie als Geschäftsmann tätig.

## Erfolge
- Panamerikanische Fußballmeisterschaft: 1952
- Copa América: 1949
- Vize-Weltmeister 1950
- Copa de Campeones Sudamericanos: 1948¹
- Staatsmeisterschaft von Rio de Janeiro: 1945, 1946, 1949, 1950, 1952
- Staatsmeisterschaft von Pernambuco: 1938, 1941, 1942

¹) Südamerikanische Meisterschaft der Meister, offiziell anerkannter Vorgängerwettbewerb der Libertadores

## Auszeichnungen
- Torschützenkönig der Fußball-Weltmeisterschaft 1950 (9 Tore)
- Torschützenkönig Torneio Rio-São Paulo 1951 (9 Tore) Mit Vasco da Gama